# Mario Meneghetti
Mario Meneghetti (né le 4 février 1893 à Novare en Italie et mort le 24 février 1942 dans la même ville) est un joueur international et entraîneur de football italien, qui jouait au poste de milieu de terrain.

## Biographie

### Joueur
Meneghetti dit Meniga est un des plus grands joueurs de l'histoire du Novara Calcio, club avec qui il inscrit son premier but lors d'une défaite contre le Torino FC. Au milieu des années 1920, il rejoint la Juventus FC avec qui il remporte un scudetto en 1926 (il y dispute son premier match le 4 octobre 1925 lors d'un succès 6-1 contre Parme), avant de retourner à Novare l'année suivante, le club de sa ville natale.
Meneghetti fait ses débuts en sélection le 13 mai 1920 lors d'un amical contre les Pays-Bas en préparation des JO d'Anvers. Au cours du tournoi, il est trois fois titulaire, disputant trois des quatre matchs italiens, dont le dernier est une défaite contre l'Espagne.

### Entraîneur
Dans les années trente, il prend les rênes de Pro Patria en Serie C.
Il travaille ensuite comme chef gestionnaire à la gare ferroviaire de Novare, et meurt à cause d'un accident de train en 1942.

## Palmarès
Juventus
- Championnat d'Italie (1) :
  - Champion : 1925-26.